# Rajd Safari 2001
Rezultaty Rajdu Safari (49th Safari Rally Kenya), eliminacji Rajdowych Mistrzostw Świata w 2001 roku, który odbył się w dniach 20 lipca – 22 lipca. Była to ósma runda czempionatu w tamtym roku i piąta szutrowa, a także ósma w Production World Rally Championship. Bazą rajdu było miasto Nairobi. Zwycięzcami rajdu została fińska załoga Tommi Mäkinen i Risto Mannisenmäki w Mitsubishi Lancerze Evo VI. Wyprzedzili oni rodaków Harriego Rovanperę i Risto Pietiläinena w Peugeocie 206 WRC oraz Niemców Armina Schwarza i Manfreda Hiemera w Škodzie Octavii WRC. Z kolei w Production WRC zwyciężyli Argentyńczycy Gabriel Pozzo i Daniel Stillo, jadący Mitsubishi Lancerem Evo VI.
Rajdu nie ukończyło siedmiu kierowców fabrycznych. Kierowca Peugeota 206 WRC Fin Marcus Grönholm odpadł na 4. odcinku specjalnym z powodu awarii zawieszenia. Jego partner z zespołu Peugeota, Francuz Didier Auriol, wycofał się z rajdu na 4. odcinku specjalnym po wypadku. Hiszpan Carlos Sainz w Fordzie Focusie WRC odpadł na 5. odcinku specjalnym z powodu awarii silnika. Jego partner z zespołu Forda, Brytyjczyk Colin McRae, zrezygnował z jazdy po awarii sprzęgła na 3. odcinku specjalnym. Rajdu nie ukończyło też dwóch kierowców Subaru Imprezy WRC. Brytyjczyk Richard Burns na 1. odcinku specjalnym miał awarię zawieszenia, a Norweg Petter Solberg miał wypadek na 10. oesie. Z kolei kierowca Škody Octavii WRC, Belg Bruno Thiry, zrezygnował z jazdy na 13. oesie z powodu wypadku.

## Klasyfikacja ostateczna
| Miejsce                     | Zawodnik                  | Pilot                     | Samochód                    | Czas                      | Strata                    | Grupa                     | Punkty                    |
| WRC (pierwsza dziesiątka)   | WRC (pierwsza dziesiątka) | WRC (pierwsza dziesiątka) | WRC (pierwsza dziesiątka)   | WRC (pierwsza dziesiątka) | WRC (pierwsza dziesiątka) | WRC (pierwsza dziesiątka) | WRC (pierwsza dziesiątka) |
| --------------------------- | ------------------------- | ------------------------- | --------------------------- | ------------------------- | ------------------------- | ------------------------- | ------------------------- |
| 1.                          | Tommi Mäkinen             | Risto Mannisenmäki        | Mitsubishi Lancer Evo VI    | 8:58:37.0                 |                           | A8 M                      | 10                        |
| 2.                          | Harri Rovanperä           | Risto Pietiläinen         | Peugeot 206 WRC             | 9:11:14.0                 | +12:37.0                  | A8 M                      | 6                         |
| 3.                          | Armin Schwarz             | Manfred Hiemer            | Škoda Octavia WRC           | 9:16:12.0                 | +17:35.0                  | A8 M                      | 4                         |
| 4.                          | François Delecour         | Daniel Grataloup          | Ford Focus WRC              | 9:19:13.0                 | +20:36.0                  | A8                        | 3                         |
| 5.                          | Freddy Loix               | Sven Smeets               | Mitsubishi Carisma GT Evo 6 | 10:42:39.0                | +1:44:02.0                | A8 M                      | 2                         |
| 6.                          | Gabriel Pozzo             | Daniel Stillo             | Mitsubishi Lancer Evo VI    | 11:05:23.0                | +2:06:46.0                | N4                        | 1                         |
| 7.                          | Marcos Ligato             | Ruben Garcia              | Mitsubishi Lancer Evo VI    | 11:06:47.0                | +2:08:10.0                | N4                        |                           |
| 8.                          | Rory Green                | Orson Taylor              | Subaru Impreza 555          | 11:54:33.0                | +2:55:56.0                | A8                        |                           |
| 9.                          | Azar Anwar                | Tom Muriuki               | Mitsubishi Lancer Evo VI    | 12:12:30.0                | +3:15.53.0                | N4                        |                           |
| 10.                         | Rudolf Stohl              | Peter Müller              | Mitsubishi Lancer Evo VI    | 13:39:40.0                | +4:41:03.0                | N4                        |                           |
| PWRC (punktujący zawodnicy) |                           |                           |                             |                           |                           |                           |                           |
| 1. (6.)                     | Gabriel Pozzo             | Daniel Stillo             | Mitsubishi Lancer Evo VI    | 11:05:23.0                |                           | N4                        | 10                        |
| 2. (7.)                     | Marcos Ligato             | Ruben Garcia              | Mitsubishi Lancer Evo VI    | 11:06:47.0                | +1:24.0                   | N4                        | 6                         |
| 3. (9.)                     | Azar Anwar                | Tom Muriuki               | Mitsubishi Lancer Evo VI    | 12:12:30.0                | +1:07:07.0                | N4                        | 4                         |
| 4. (10.)                    | Rudolf Stohl              | Peter Müller              | Mitsubishi Lancer Evo VI    | 13:39:40.0                | +2:34:17.0                | N4                        | 3                         |
| 5. (11.)                    | Jari Latvala              | Kari Mustalahti           | Mitsubishi Lancer Evo VI    | 14:04:33.0                | +2:59:10.0                | N4                        | 2                         |
| 6. (13.)                    | Don Smith                 | Adrian Wroe               | Subaru Impreza 555          | 14:21:56.0                | +3:16.33.0                | N4                        | 1                         |

1. ↑  Litera M przy oznaczeniu grupy do której należy samochód oznacza, iż tylko ci kierowcy zdobywali punkty dla swoich zespołów liczonych w klasyfikacji producentów na koniec sezonu.

## Zwycięzcy odcinków specjalnych
| Dzień      | Odcinek | G. rozp. | Nazwa        | Długość   | Zwycięzca         | Czas      | Lider rajdu   |
| ---------- | ------- | -------- | ------------ | --------- | ----------------- | --------- | ------------- |
| 1 (20 LIP) | SS1     | 10:20    | Oltepesi 1   | 117.46 km | Armin Schwarz     | 55:05.0   | Armin Schwarz |
| 1 (20 LIP) | SS2     | 12:28    | Kajiado 1    | 49.95 km  | Tommi Mäkinen     | 24:06.0   | Tommi Mäkinen |
| 1 (20 LIP) | SS3     | 14:32    | Orien 1      | 112.52 km | Carlos Sainz      | 48:40.0   | Tommi Mäkinen |
| 1 (20 LIP) | SS4     | 16:41    | Maili Tisa 2 | 71.83 km  | Carlos Sainz      | 35:42.0   | Tommi Mäkinen |
| 2 (21 LIP) | SS5     | 07:00    | Marigat      | 124.48 km | Petter Solberg    | 1:00:05.0 | Tommi Mäkinen |
| 2 (21 LIP) | SS6     | 09:10    | Mbaruk 1     | 84.58 km  | Tommi Mäkinen     | 46:23.0   | Tommi Mäkinen |
| 2 (21 LIP) | SS7     | 11:51    | Nyaru        | 72.37 km  | Petter Solberg    | 41:16.0   | Tommi Mäkinen |
| 2 (21 LIP) | SS8     | 14:50    | Marigat      | 60.23 km  | Petter Solberg    | 27:27.0   | Tommi Mäkinen |
| 2 (21 LIP) | SS9     | 16:39    | Mbaruk 2     | 84.58 km  | Tommi Mäkinen     | 45:40.0   | Tommi Mäkinen |
| 3 (22 LIP) | SS10    | 06:40    | Oltepesi 2   | 117.46 km | Tommi Mäkinen     | 1:01:02.0 | Tommi Mäkinen |
| 3 (22 LIP) | SS11    | 08:48    | Kajiado 2    | 49.95 km  | odcinek anulowany | -         | Tommi Mäkinen |
| 3 (22 LIP) | SS12    | 10:47    | Orien 2      | 112.52 km | François Delecour | 50:09.0   | Tommi Mäkinen |
| 3 (22 LIP) | SS13    | 12:56    | Maili Tisa 2 | 71.83 km  | François Delecour | 38:08.0   | Tommi Mäkinen |

## Klasyfikacja po 8 rundach
Tabele przedstawiają tylko pięć pierwszych miejsc.

### Kierowcy
| Lp. | Kierowca        | Pkt |
| --- | --------------- | --- |
| 1   | Tommi Mäkinen   | 40  |
| 2   | Colin McRae     | 30  |
| 3   | Carlos Sainz    | 26  |
| 4   | Harri Rovanperä | 20  |
| 5   | Richard Burns   | 15  |

### Producenci
| Lp. | Producent                    | Pkt |
| --- | ---------------------------- | --- |
| 1   | Marlboro Mitsubishi Ralliart | 66  |
| 2   | Ford Martini                 | 60  |
| 3   | Subaru World Rally Team      | 28  |
| 4   | Peugeot Total                | 26  |
| 5   | Škoda Motorsport             | 15  |